# Pierre d’Hugues
Pierre Georges Louis Gaston d’Hugues (* 8. November 1873 in Orléans; † 21. August 1961 in Versailles) war ein französischer Fechter.

## Erfolge
Pierre d’Hugues nahm 1900 in London an den Olympischen Spielen in den Einzelkonkurrenzen im Florett-, Degen- und Säbelfechten teil. Sein bestes Resultat war der fünfte Platz mit dem Florett. Bei den Olympischen Zwischenspielen 1906 in Athen gewann er in der Einzelkonkurrenz mit dem Florett die Bronzemedaille hinter Georges Dillon-Cavanagh und Gustav Casmir. Mit dem Degen und dem Säbel schied er jeweils vor der Finalrunde aus. Mit der Degen-Mannschaft setzte er sich im Finale gegen Großbritannien in zwei Gefechten durch und wurde Olympiasieger.